# Селенат протактиния(V)
Селенат протактиния(V) — неорганическое соединение,
соль протактиния и селеновой кислоты 
с формулой H3PaO(SeO4)3,
белые гигроскопичные кристаллы.

## Получение
- Растворение оксида протактиния(V) в смеси плавиковой и селеновой кислот с последующим упариванием до удаления HF:

{\displaystyle {\mathsf {Pa_{2}O_{5}+6H_{2}SeO_{4}\ {\xrightarrow {100^{o}C,HF}}\ 2H_{3}PaO(SeO_{4})_{3}+3H_{2}O}}}

## Физические свойства
Селенат протактиния(V) образует белые гигроскопичные кристаллы
гексагональной сингонии,

параметры ячейки a = 0,9743 нм, c = 0,5679 нм, Z = 2,
структура типа сульфата протактиния(V) H3PaO(SO4)3.
Селенат протактиния(V) чувствителен к влаге, хорошо растворяется в разбавленной серной кислоте.
Не растворяется в нитробензоле, бензоле, диэтиловом эфире, нитрометане и ацетонитриле.

## Химические свойства
- Разлагается при нагревании:

{\displaystyle {\mathsf {2H_{3}PaO(SeO_{4})_{3}\ {\xrightarrow {750^{o}C}}\ Pa_{2}O_{5}+3H_{2}SeO_{4}+3SeO_{3}}}}